# 新加坡公教中学
公教中学（Catholic High School，简称CHS）是位于新加坡的天主教男校。该校提供的为期四年的GCE“O”水准教育，并设有一个提供六年的小学教育的小学部。从2013年起，公教中学协同新加坡女子学校和圣尼各拉女校提供六年制直通车（IP）课程。公教中学的附属学校为公教初级学院及诺雅初级学院。